# 清子高速公路
清涧至子长高速公路，简称清子高速，是中国国家高速公路网联络线安清高速公路（G6511）的重要路段，也是陕西省“2367”高速公路网十八条联络线之一“清安线”的组成部分。原属陕西省级高速公路，编号“S14”。线路起于榆林市清涧县折家坪镇西贺家沟村，设清涧北枢纽立交与绥延高速公路相接，经马家砭镇、史家畔乡，止于子长市杨家园则镇拓家沟村，与340国道相接，全长30.061公里。
清子高速公路是连通包茂高速公路与榆蓝高速公路的重要组成路段，也是与绥延高速公路打包捆绑的陕西省第一条高速公路PPP项目，由榆林市、延安市人民政府通过公开招标方式，于2016年8月26日确定中国中铁股份有限公司为项目投资人，并于9月12日签订了投资协议。10月21日，经中国中铁授权，中铁交通投资集团在榆林注册成立了陕西榆林绥延高速公路有限公司，负责项目的投资、建设、营运管理。项目概算总投资约27.5亿元人民币，于2016年10月26日举行开工仪式。2020年12月11日正式通车运营，结束了子长市、清涧县不通高速公路的历史。

## 工程规模
全线设清涧北（枢纽）、折家坪、子长东3处互通式立交。同步建设子长东互通式立交连接线4.035公里。全线采用双向四车道高速公路标准，设计速度80公里/小时，整体式路基宽度25.5米、分离式路基宽度2×12.75米；桥涵设计汽车荷载等级采用公路－Ⅰ级，设计洪水频率1/100（特大桥1/300）；地震动峰值加速度0.05g；其余各项主要技术指标执行《公路工程技术标准》（JTG B01-2014）。子长东互通式立交连接线采用双向四车道一级公路标准，设计速度60公里/小时，路基宽度23.5米。全线共设桥梁11026米/22座（全幅），占路线总长的36.8%，其中特大桥4147.5米/2座，大桥6554.5/米/16座，中桥324米/4座，涵洞38道。全线挖方564万立方米，填方312万立方米。

## 建设历程
- 2016年8月2日，清子高速公路PPP项目进行公开招标[5]。
- 2016年9月12日，清子高速公路投资协议在延安市正式签订[6]。
- 2016年10月26日，清子高速公路开工仪式在绥德县举行[2]。
- 2016年11月28日，陕西省交通运输厅以陕交函〔2016〕1167号文件印发了清涧至子长高速公路初步设计外业验收意见[7]。
- 2019年3月14日，清子高速公路施工图设计获得陕西省交通运输厅以陕交函〔2019〕298号文件批复[3]。
- 2019年9月，《陕西省高速公路清安线清涧至子长公路工程水土保持方案变更报告书》通过陕西省水土保持和移民工作中心组织的技术评审会议评审[8]。
- 2020年9月13日，清子高速公路工程建设用地正式通过中华人民共和国国务院批准，并获得中华人民共和国自然资源部批复（自然资函〔2020〕846号），共计批准建设用地162.7公顷，其中榆林市54.8856公顷、延安市107.8144公顷[9]。
- 2020年12月1日，陕西省人民政府正式批复同意清子高速公路设站收取车辆通行费[10]。
- 2020年12月11日，清子高速公路正式通车运营[1]。

## 车辆通行费
清子高速公路收费期限为30年，自2020年12月11日起至2050年12月10日止。

### 客车
| 类别 | 车辆类型       | 核定载人数 | 说明                                             | 道路费率标准（元/车·公里） |
| ---- | -------------- | ---------- | ------------------------------------------------ | -------------------------- |
| 1类  | 微型、小型     | ≤9         | 车长小于6000mm且核定载人数不大于9人的载客汽车    | 0.60                       |
| 2类  | 中型乘用车列车 | 10-19—     | 车长小于6000mm且核定载人数为10-19人的载客汽车—   | 1.06                       |
| 3类  | 大型           | ≤39        | 车长不小于6000mm且核定载人数不大于39人的载客汽车 | 1.36                       |
| 4类  | 大型           | ≥40        | 车长不小于6000mm且核定载人数不小于40人的载客汽车 | 1.63                       |

### 货车及专项作业车
| 类别 | 总轴数（含悬浮轴） | 说明                                         | 道路费率标准（元/车·公里） |
| ---- | ------------------ | -------------------------------------------- | -------------------------- |
| 1类  | 2                  | 车长小于6000mm且最大允许总质量小于4500kg     | 0.60                       |
| 2类  | 2                  | 车长不小于6000mm且最大允许总质量不小于4500kg | 1.08                       |
| 3类  | 3                  | —                                            | 1.74                       |
| 4类  | 4                  | —                                            | 2.11                       |
| 5类  | 5                  | —                                            | 2.32                       |
| 6类  | 6                  | —                                            | 2.45                       |

大件运输车辆通行高速公路，道路收费以1类货车收费标准为基数，7轴收费系数为7，7轴以上按每增加一轴增加收费系数1，依此类推，最高至15轴。15轴以上收费系数统一按15轴执行。

## 沿线设施列表
| 地区                                                                                         | 里程 | 类型                              | 名称       | 连接     | 说明 |
| -------------------------------------------------------------------------------------------- | ---- | --------------------------------- | ---------- | -------- | ---- |
| 榆林市 清涧县                                                                                | 0    | 枢纽 · 主线出入口                 | 清涧北枢纽 | 绥延高速 |      |
| 榆林市 清涧县                                                                                | 5    | 出入口                            | 折家坪     | 340国道  |      |
| 延安市 子长市                                                                                | 25   | 停车场 · 加油设施 · 修车站 · 餐厅 | 子长东     | 子长东   |      |
| 延安市 子长市                                                                                |      | 枢纽                              | 好坪枢纽   | 子姚高速 |      |
| 延安市 子长市                                                                                | 29   | 出入口                            | 子长东     | 340国道  |      |
| 1.000 英里 = 1.609 千米；1.000 千米 = 0.621 英里 并行路段 • 已关闭／取消 • 限制进入 • 未开放 |      |                                   |            |          |      |